# Celastrina kobei
Celastrina kobei är en fjärilsart som beskrevs av Tutt 1908. Celastrina kobei ingår i släktet Celastrina och familjen juvelvingar. Inga underarter finns listade i Catalogue of Life.